# Estany del Port Dret
Estany del Port Dret är en sjö i Andorra. Den ligger i parroquian La Massana, i den nordvästra delen av landet nära gränsen till Frankrike. Estany del Port Dret ligger 2 587 meter över havet. Den högsta punkten i närheten är Pic de Medécourbe, 2 914 meter över havet, 1,4 kilometer väster om Estany del Port Dret.
Sjön ligger nära bergstoppen Pic des Bareytes.